# ادینگتون، باکینگهام‌شر
ادینگتون، باکینگهام‌شر (به انگلیسی: Addington, باکینگهامshire) یک روستا و محله مدنی در بریتانیا است که در ایلسبوری ویل واقع شده‌است. ادینگتون ۱۴۵ نفر جمعیت دارد.